# باغ وزير
باغ‌ وزير هي قرية في مقاطعة شبستر، إيران. عدد سكان هذه القرية هو 610 في سنة 2006.